# اندیس شیدوان
شیدوان یک اندیس غیرفلزی است که در حوالی شهر بستاب استان یزد قرار دارد و مادهٔ معدنی موجود در آن، فسفات است.  